# Monts d'Ougarta
Monts d'Ougarta är en bergskedja i Algeriet.   Den ligger i provinsen Béchar, i den centrala delen av landet, 900 km sydväst om huvudstaden Alger.